# 千葉県道234号上総興津停車場線
千葉県道234号上総興津停車場線（ちばけんどう234ごう かずさおきつていしゃじょうせん）は、千葉県勝浦市のJR外房線・上総興津駅前から勝浦市興津の「興津駅前」交差点に至る一般県道である。総延長は118m。

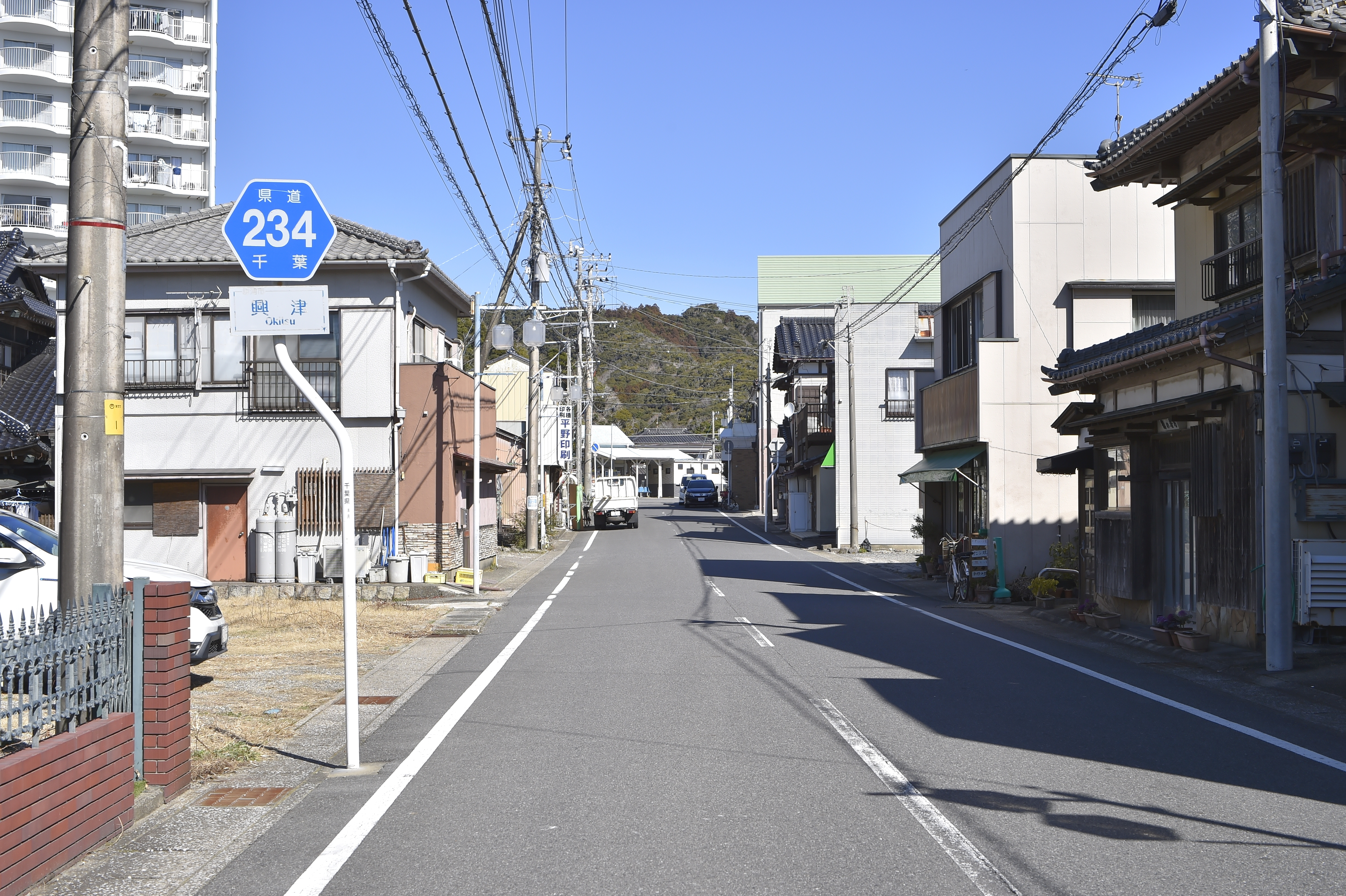
千葉県道234号上総興津停車場線
勝浦市興津（2023年2月）

## 路線データ
- 起点：千葉県勝浦市興津（上総興津駅）
- 終点：千葉県勝浦市興津（興津駅前交差点）
- 総延長：0.118 km（夷隅土木事務所管内：0.118 km[1]）
- 重用延長：なし（夷隅土木事務所管内：0.0 km）
- 実延長：0.118 km（夷隅土木事務所管内：0.118 km[1]）

## 通過する自治体
- 千葉県
  - 勝浦市

## 交差している道路
- 国道128号（興津駅前交差点）